# Aranyaka
Les Aranyaka (Sanskrit: आरण्यक (āraṇyaka)) sont des « Traités forestiers » à réciter loin des agglomérations. Ils contiennent les explications ésotériques et mystiques des mantra. Ils font partie des Brahmanas et contiennent des Upanishads. À l'instar des Brahmanas, ils commentent les sacrifices, mais contiennent des Upanishad, qui leur donnent une dimension mystique et philosophique.

### Traductions
- Brihad-âranyaka (vers 750 av. J.-C. ?), trad. Émile Senart, Brhad-Âranyaka Upanishad, Les Belles Lettres, 1934, XXVIII-137 p., 2° éd. 1967. Lié au Shatapatha-brahmana.
  - L'Upanishad du grand Aryanaka (Brihadâranyakaupanishad, trad. A.-Ferdinand Herold, Librairie d'art indépendant, 1894, rééd. Nabu Press, 2012, 180 p.
- Taittirya-âranyaka, trad. Charles Malamoud : Le Svâdhyâya, récitation personnelle du Veda. Taittirîya-Âranyaka, livre II, Publications de l'Institut de civilisation indienne, De Boccard, X-247 p. 1977. De l'école Taittirîya.
- Aitereya-âranyaka, trad. an. Arthur Berriedade Keith, The Aitareya Aranyaka, Oxford, Clarendon Press, 1909, V-391 p. Partie de l' Aiteraya-brahmana.
- Kaushîtaki-âranyaka, trad. an. Hendrik Wilhelm Bodewitz, Kausîtaki Upanishad, Groningen, E. Forsten, 2002, VII-114 p. 3 chap. dont le dernier est la Kaushîtaki-upanishad.
- 108 upanishads, trad. Martine Buttex, Dervy, 2012, p. 78-157 (Brihadaranyaka Upanishad. Upanishad du Grand traité de la vie en forêt), p. 355-372 (Kaushitaki Brahmana Upanishad. Upanishad du Kaushitaki Brahmana).

### Études
- Shankara, Commentaire de la Brihadâranyaka-upanishad, trad. an. swami Mâdhavânanda : The Brhadâranyaka Upanishad with the commentary of Sankarâcârya, Advaita Ashrama, 4° éd. 1965.
- Usha Grover, Symbolism in the Âranyaka and theur impact on the Upanisads, New Delhi, Guruvar publications, 1987, XVI-230 p.
- Bishambhar Dass Dhawan, Mysticism and symbolism in Aitareya and Taittiriya Âranyakas, Delhi, Guian, 1988, XVI-218 p.